# Strategic Command WWII Pacific Theater
Strategic Command WWII Pacific Theater là tựa game đại chiến lược do hãng Fury Software phát triển và Battlefront.com phát hành vào năm 2008. Đây là phần thứ ba trong dòng game Strategic Command, Pacific Theater thuộc thể loại chiến lược theo lượt lấy bối cảnh Thế chiến II, tập trung vào – lần đầu tiên trong dòng game – châu Á trên mặt trận Thái Bình Dương. Người chơi điều khiển tất cả các nước thuộc một trong hai phe Phát xít hoặc Đồng Minh.

## Lối chơi
Giống như phần trước, Blitzkrieg, Pacific Theater thuộc thể loại chiến lược theo lượt diễn ra trên một bản đồ được chia thành ô vuông (hoặc hình "gạch"). Đây là bản đầu tiên trong dòng game không tập trung vào chiến trường châu Âu trong Thế chiến II, mà diễn ra tại mặt trận Thái Bình Dương.
Chiến dịch chính kéo dài từ cuộc tấn công Trân Châu Cảng đến năm 1947, và diễn ra trên một bản đồ kéo dài từ Novosibirsk và Bangalore ở phía tây cho đến California ở phía đông, và từ eo biển Bering ở phía bắc đến bờ biển miền nam của New Zealand ở phía nam. Trò chơi còn giới thiệu các "chiến dịch mini", chơi trên các bản đồ nhỏ hơn, gồm Trận Midway, Đường mòn Kododa, Chiến dịch Philippines, các trận đánh ở Imphal và Kohima, Trận Peleliu, Trận Iwo Jima và Trận Okinawa.